# Settimana di preghiera per l'unità dei cristiani
La Settimana di preghiera per l'unità dei cristiani è un'iniziativa internazionale di preghiera ecumenica cristiana che si celebra ogni anno tra il 18 e il 25 gennaio. Di fatto è un ottavario, cioè dura otto giorni.

## Origini
Da sempre le diverse confessioni hanno pregato per l'unità, ma separatamente. In particolare verso la fine del Settecento e nel corso dell'Ottocento si svilupparono diverse iniziative di preghiera con questa intenzione, specialmente in area protestante e anglicana. Inizialmente furono guardate con sospetto, se non proibite, dall'autorità cattolica
.
Il primo Ottavario, in forma simile all'attuale, nacque su iniziativa di due ministri in relazione epistolare tra loro: l'inglese Spencer Jones, anglicano, e l'americano Paul James Francis Wattson, episcopaliano (anglicano americano). Nell'anno 1907, il rev. Jones suggerì l'istituzione, per il 29 giugno di ogni anno, di una giornata di preghiera per il ritorno degli anglicani, e di tutti gli altri cristiani, all'unità con la Sede Romana. L'anno seguente Wattson ampliò l'idea, proponendola in forma di un'ottava allo scopo di domandare a Dio "il ritorno di tutte le altre pecore all'ovile di Pietro, l'unico pastore"
. 
È precisamente a questo anno (1908) che viene fatta risalire convenzionalmente la nascita ufficiale dell'attuale settimana.
Wattson decise di iniziare l'ottavario il giorno della festa della Confessione di Pietro (variante protestante della festa della Cattedra di San Pietro che si festeggiava il 18 gennaio), e di concluderlo con la festa della Conversione di san Paolo. Da allora queste due date (18 e 25 gennaio) segnano l'inizio e la fine dell'Ottavario nell'emisfero settentrionale.
In ambito cattolico l'iniziativa fu esplicitamente approvata da diversi pontefici (Pio X, Benedetto XV) ma non come preghiera comune con gli altri cristiani: i cattolici erano invitati a pregare “per il ritorno a Roma dei dissidenti”
, 
tanto che per un certo tempo Wattson, nel frattempo convertitosi al Cattolicesimo Romano, la chiamò "Chair of Unity Octave" per enfatizzare la relazione tra l'unità dei cristiani e il papato.
In ambito protestante, il movimento ecumenico Faith and Order (Fede e Costituzione) nel 1926 propose a sua volta un ottavario che iniziasse però la domenica di Pentecoste (tradizionalmente considerata la commemorazione della fondazione della chiesa di Cristo). Oggi questo periodo è adottato in molti paesi dell'emisfero meridionale, in cui gennaio è tempo di ferie.

## Evoluzione
Una profonda evoluzione dello spirito di questo ottavario è dovuta all'abate francese Paul-Irénée Couturier (1881-1953), che è considerato “il padre dell'ecumenismo spirituale”
. 
A partire dal 1933 egli dedicò tutte le sue energie a rivitalizzare l'Ottavario, conferendogli uno spirito diverso da quello di padre Wattson. Inizialmente ne fece un triduo, per poi riportarlo nel 1934 alla durata e al periodo proposti da Wattson. Qualche anno più tardi il nome divenne "Settimana universale di preghiera per l'unità dei cristiani"
.
A quei tempi in ambito cattolico lo spirito della preghiera era quello del ritorno dei fratelli separati nell'alveo della Chiesa di Roma. La principale innovazione di Couturier fu quella di orientarla invece alla richiesta di riconciliazione reciproca tra tutti i battezzati nella fede cristiana, per camminare verso l'unità "che Dio vorrà, con i mezzi che Egli vorrà"
,
nella convinzione che “non si prega per la conversione ad una chiesa, ma per una conversione a Cristo”
.
Questo nuovo spirito consentì così ad altri cristiani con visioni diverse da quelle di Roma di unirsi alla preghiera e l'iniziativa fu accolta da più confessioni, tanto che nel 1941, il movimento Faith and Order cambiò la data della settimana protestante per farla coincidere con quella dei cattolici. Nel 1948, con la fondazione del Consiglio ecumenico delle Chiese, la Settimana di preghiera per l'unità dei cristiani si diffuse sempre più tra diverse chiese in tutto il mondo
.

## Pratica cattolica tradizionalista
In ambito cattolico tradizionalista (Ecclesia Dei, FSSPX, sedevacantisti) si suole dedicare ancora la settimana, secondo la pratica della Chiesa Cattolica antecedente al Concilio Vaticano II), alla preghiera per la conversione dei non cattolici.
- Primo giorno (18 gennaio): per la conversione di tutti coloro che sono nell’errore.
- Secondo giorno (19 gennaio): per la ricomposizione di tutti gli scismi e il ritorno sotto l'autorità papale degli ortodossi e delle chiese orientali.
- Terzo giorno (20 gennaio): per la conversione dei luterani e dei protestanti d’Europa in genere.
- Quarto giorno (21 gennaio): per la conversione degli anglicani.
- Quinto giorno (22 gennaio): per la conversione dei protestanti d’America.
- Sesto giorno (23 gennaio): per la conversione dei cattolici non più praticanti.
- Settimo giorno (24 gennaio): per la conversione degli ebrei.
- Ottavo giorno (25 gennaio): per la conversione dei musulmani e dei fedeli di altre religioni.

Tra le pratiche approvate più diffuse per questa preghiera figura una cosiddetta "Coroncina per l'unità".

## Tema e materiali
Nel 1958, il tema annuale della preghiera e i materiali per la celebrazione, iniziarono ad essere preparati congiuntamente da Faith and Order (nel frattempo allargata anche agli ortodossi e divenuta una commissione del Consiglio ecumenico delle Chiese) e dal gruppo cattolico francese Unité Chrétienne.
Dopo le aperture del Vaticano II la partecipazione della chiesa di Roma divenne ufficiale e dal 1966 la preparazione fu affidata congiuntamente a Faith and Order (in cui poi dal 1968 entrarono a far parte di diritto 12 teologi cattolici) e dal Segretariato per l'unione dei cristiani voluto da Giovanni XXIII (divenuto in seguito Pontificio consiglio per la promozione dell'unità dei cristiani). 
Dal 1994 il gruppo di lavoro per la preparazione dell'Ottavario fu ampliato, comprendendo due organismi ecumenici laici: le Federazioni mondiali delle Associazioni cristiane della gioventù maschile (YMCA) e femminile (YWCA) 
.
Oggi i materiali prodotti sono pubblicati in varie lingue e conservati sia sul sito del Consiglio Ecumenico delle Chiese
, su quello della Santa Sede alla sezione del Pontificio consiglio per la promozione dell'unità dei cristiani e su quello del Centro Pro Unione, il quale collabora alla traduzione italiana dei testi utili alla celebrazione della settimana di preghiera dell'unità dei cristiani.
Questi materiali in genere includono
:
- indicazioni per un servizio liturgico ecumenico, da utilizzare specialmente durante la messa o il culto domenicale, ma anche nelle veglie comuni di preghiera organizzate localmente tra le Chiese di diverse confessioni,
- un'introduzione al tema della settimana
- una descrizione della situazione ecumenica della regione da cui proviene il materiale prodotto
- letture e meditazioni bibliche per ciascuno degli otto giorni dell'ottavario.